# Макаренков, Александр Олегович
Алекса́ндр Оле́гович Макаре́нков (род. 1 января 1962, Сафоново, Смоленская область) — российский художник, писатель

, поэт, журналист, автор-исполнитель песен.

## Биография
Родился 1 января 1962 года в городе Сафоново Смоленской области. В 1984 году окончил художественно-графический факультет Смоленского государственного педагогического института им. К. Маркса. На срочной службе был художником чертёжно-графических работ.
Работал художником в фотолаборатории отдела ТСО Смоленского пединститута; одновременно преподавал рисунок, живопись и декоративно-прикладное искусство на художественно-графическом факультете и факультете начальных классов Смоленского пединститута. Позднее работал директором подросткового клуба при СПТУ-18.
В 2000-е годы переехал в Черноголовку, работал главным редактором и художником издательства «Богородский печатник».
С 2005 года живёт в городе Раменское Московской области.

## Творчество
Член Профессионального союза художников России (с 1998) и Международной федерации художников (1998).

### Выставки
участие
- 1997
  - «Молодые художники Смоленщины» (Дом художника, Смоленск)
  - Областная художественная выставка «Осень-1997» (Выставочный зал, Смоленск)
- 1998
  - Областная художественная выставка «Осень-1998» (Выставочный зал, Смоленск)
  - «Молодые художники Смоленщины» (Дом художника, Смоленск)
  - «Символика небесных светил» (Смоленский музей-заповедник)
  - «Космическое» (Смоленский гуманитарный университет)
  - Вернисаж по итогам Международного пленэра молодых художников мира (Могилёв, Белоруссия)
- 1999
  - «Книжная графика и иллюстрация» (совместно с О. Зюляевой, Смоленская картинная галерея им. М. Тенишевой)
- 2003
  - «Здравствуйте!» (совместно с Р. Ханковым, музей А. Алябьева, Пятигорск)
- 2007
  - «60-летию г. Жуковский» (художественный салон «5-й дом», Жуковский)
  - Фестиваль искусств «Мой друг — художник и поэт» (Черноголовка)
- 2008
  - «Весенний салон» издательства «Наш изограф» (ГВЗ «Беляево», Москва)
  - «Встреча противоположностей» (художественный салон «5-й дом», Жуковский)
  - «Сирень цветёт» (художественный салон «5-й дом», Жуковский)
  - «Москва — город художников» (ГВЗ «Выхино», Москва)
  - «Мир на кончике кисти» (арт-салон «Кармин», Раменское)
  - «Рождественская выставка» (художественный салон «5-й дом», Жуковский)
- 2009
  - «Рождественская выставка московских художников» (ГВЗ «Беляево», Москва)
  - «Чёрное и белое», «Стихия воды», «Новогоднее волшебство» (арт-салон «Кармин», Раменское)
  - «Рождественская выставка московских художников» (ГВЗ «На Каширке», Москва)
  - «Рождественская выставка» (художественный салон «5-й дом», Жуковский)
- 2010
  - «Выставка московских художников» (ГВЗ «Выхино», Москва)
- 2011
  - «Однокурсники» (библиотека искусств, Электросталь)
  - «Издательство „Изограф“ представляет московских художников» (ГВЗ «Выхино», Москва)
- 2012
  - «Рождественская выставка московских художников» (ГВЗ «На Каширке», Москва)
  - «Художники-педагоги» (Смоленская областная универсальная библиотека им. А. Твардовского)
- 2016
  - «Из жизни маленьких людей» (совместно с А. Макаренковым-младшим, Смоленская областная универсальная библиотека им. А. Твардовского)

персональные
- 1988, 1990, 2012 — Смоленская областная универсальная библиотека им. А. Твардовского
- 1995 — Музыкальная школа им. М. Мусоргского и ДК им. В. Ленина (Великие Луки)
- 1997 — Дом учёных (Черноголовка)
- 1998 — Могилёвский областной краеведческий музей
- 2000 — Смоленская областная картинная галерея им. М. Тенишевой
- 2008 — вернисаж в рамках «Зимнего Грушинского фестиваля» (Окружной Дом офицеров, Самара)
- 2009 — «Путешествие» (арт-салон «Кармин», Раменское)
- 2010
  - «Масть времени» (КДЦ, Черноголовка)
  - «Масть времени» (Библиотека искусств, Электросталь)
  - «Путешествие» (Культурно-музейный центр, Костомукша)
  - «Путешествие» (Выставочный зал Центра культуры, Мончегорск)
  - «Путешествие-I» (ДК «Томский перекрёсток», Томск; альп-лагерь «Актру»[К 1], Республика Алтай)
- 2011
  - «Потерянная страна» (альп-лагерь «Актру»[К 1], Республика Алтай)
  - «Путешествие» (Школа искусств, Боровичи)
- 2012
  - «Картинки для книжек» (Мурманская государственная областная универсальная научная библиотека)
  - «Вернисаж-концерт» (Заозёрск)
  - «В Туле перед Рождеством» (галерея «Тульский некрополь»)
  - «Снова путешествие» (Детская художественная школа им. В. Кириллова, Сафоново)
- 2013
  - «Снова путешествие» (литературный салон, Вязьма)
  - «Люди, птицы, кофе» (КДЦ «Гамма», Черноголовка)
- 2017
  - «Путешествие» (библиотека, Медвежьегорск)

### Художник-иллюстратор
Иллюстрировал более 70 книг, в том числе: «Сердца трёх» Д. Лондона, «Офицеры» и собрание сочинений Б. Л. Васильева, сказки Х. К. Андерсена, «Паж цесаревны» Л. А. Чарской, «Поля проигранных сражений» В. Помещика, «Сказки русского ресторана» А. Мигунова (США), «У пристани мечты» А. Рахмилевича (США), сборник русской и зарубежной фантастики «Послание Фениксу», «Городское время» В. Ступинского, «Заблудшие дожди» Ю. Митько (Беларусь), «Настойка из разлук» С. Татаринова и др.
- Карпов Ю. П. Вот такие дела : сб. стихотворений и песен / [рис., предисл.: А. Макаренков]. — М. : Богородский печатник, 2013. — 20+3 с.
- Кукулевич М. А. Я смотр назначаю : эссе, повесть / [рис.: А. Макаренков]. — М. : Богородский печатник, 2013. — 463 с.
- Папейко А. Календарь, 1990—2014 : сб. стихотворений и песен / [рис., послесл.: А. Макаренков]. — Смоленск : Маджента, 2015. — 175 с.
- Пинигина О. В. Ярмарка : стихотворения, песни, рассказы / [рис. — А. Макаренков]. — М. : Богородский печатник, 2011. — 10+4 с. — (Содерж.: Ярмарка: стихотворения; Дворняга: рассказы).
- Поведская П. Самое главное : [стихотворения] / [рис.: А. Макаренков]. — М. : Богородский печатник, 2012. — 32 с.
- Щетников В. О. Восходящие тени : стихотворения, поэмы / [рис.: А. Макаренков]. — М. : Богородский печатник, 2016. — 136 с.

Александр Макаренков — участник международного пленэра (., г. Могилёв, Беларусь).
Работы находятся в Доме-музее Н. М. Пржевальского (Смоленская обл.) и музее Н. М. Пржевальского (г. Кара-Кол, Казахстан), Музее А. А. Алябьева (г. Пятигорск), культурно-музейном центре г. Костомукша (респ. Карелия), краеведческом музее г. Сафоново, Смоенской обл., в частных коллекциях и галереях: Великобритании, Германии, Казахстана, Канады, Киргизии, США, России, Финляндии, Франции.
Живописные и графические произведения А. Макаренкова включены в альбомы издательства «Изограф» (г. Москва) «Имена в искусстве России» (., .), также альбом «Акваживопись» (.)
Участник Первого фестиваля акварели «A la Prima Fest-2013» (ГВЗ «На Каширке» г. Москва, 2013 г.).

### Журналист, поэт, писатель
В качестве журналиста публиковался в газетах («Все!», «Рабочий путь», «Независимая газета», «Смоленская газета») и журналах («Смоленск», «Край Смоленский», «Журналист», «Игрушки для больших», «Гитара по кругу», «Люди и песни»).
Член Союза журналистов России (1995) и Союза российских писателей (1998).

#### Избранные сочинения
- Макаренков А. О. Двенадцать писем к Еве : [Стихотворения, рисунки]. — М. : Богородский печатник, 2000. — 31 с.
- Макаренков А. О. Монологи межсезонья : Стихотворения. Рисунки. Проза / [Предисл. В. Помещика]. — Смоленск : Русич Траст-Имаком, 1993. — 223 с.
- Макаренков А. О. Накануне Рождества : сборник стихотворений / [рис. авт.]. — М. : Богородский печатник, 2011. — 122+5 с.
- Макаренков А. О. Путешествие с пером и кистью : графика, иллюстрация, живопись : [альбом-каталог] / [ст.: искусствовед О. Алексеева и др.]. — М. : Богородский печатник, 2012. — 111 с.
- Макаренков А. О. Пятак : роман. — М.: Богородский печатник, 2016. — 207 с.
- Макаренков А. О. Срезы времени : интервью, очерки, эссе. — М. : Богородский печатник, 2014. — 367 с.

«Лабиринт „М“» (стихотворения) — 1996 г.
«Когда умирает снег» (проза) — 1997 г.
«Утренний свет» (проза) —2002 г.
«Путешествие» (стихотворения) — 2003 г.
«Праздничная женщина» (стихотворения) — 2007 г.
«Дюжина» (проза) — 2009 г.
«Звонок из прошлого» (стихотворения, песни, поэмы) — 2018 г.
«Срезы времени» (2014 г.) — обладатель диплома «Лучшая книга-2015 года» («Buch des Jahres» 2015 г.) Германского Международного литературного конкурса русскоязычных авторов (Берлин-Франкфурт) в номинации «Публицистика». «Пятак» (2016) — обладатель диплома «Лучшая книга-2017 года» («Buch des Jahres» 2017 г.) Германского Международного литературного конкурса русскоязычных авторов (Берлин-Франкфурт) в номинации «Большая проза».
Печатался в Смоленских СМИ, журналах: «Столица», «Журналист», «Игрушки для больших», «Гитара по кругу», «Люди и песни», «Независимой газете», «Литературной газете», литературно-художественных альманахах Казахстана, Украины, России, Сербии.
Рассказы переведены на сербский язык (переводчик Ева Павлетич), изданы в журнале «Rukovet».
Дискография
«Рядовой» — 1999 г.
«Отражения» — 1999—2000 гг.
«Белая песня» — 2000 г.
«Сентябрь» — 2000 г.
«Песня для Птицы» — 2005 г.
«Золотой мотылёк» (песни друзей) — 2005 г.
«Проснуться в пять утра» — 2006 г.
«Весенняя bossa-nova» — 2006 г.
«Здесь — на краю земли» — 2010 г.
«Буратино, Romeo и все-все-все…» — 2011 г.
«Impression» — 2012 г.
«Налегке — на облаке» — 2014 г.
«Возвращение с небес» (песни по стихотворениям поэтов, прошедших ГУЛАГ) — 2016 г.
Фестивали
Лауреат и дипломант фестивалей (с 1980 по 1992 гг.) в Смоленске, Владимире, Электростали, Пскове, Клину, Ульяновске, Калинине (сольно и в дуэте с Лидией Чебоксаровой) и др.
Ведущий творческих мастерских и член жюри Грушинского фестиваля (с 2004); фестивалей в Алматы (Казахстан), Армавире, Боровичах, Бресте, Будённовске, Валдае, Витебске, Воронеже, Гродно, Искитиме, Кобрине, Кольцово, Костомукше, Кронштадте, Куйбышеве, Липецке, Могилёве, Мурманске, Орске, Россоши, ст. Романовской, Солигорске, Томмоте, Хаапаярви (Финляндия) и др.
С сольными программами выступает в России, Беларуси, Казахстане, Канаде, Польше, Финляндии и др.

## Награды и признание
- Лауреат Всесоюзного похода по местам боевой славы, посвящённого Дню Победы.
- Лауреат премии Союза журналистов России (1995) — за серию материалов о Великой Отечественной войне.

## Комментарии
1. 1 2  На высоте 2200 м.